# 角杯阿地螺
角杯阿地螺（学名：Cylichnatys angusta）为阿地螺科杯阿地螺属的动物。分布于日本，包括渤海、广东、海南、东海、黄海等海域，属于温带性种类。其多栖息于潮间带至潮下带水深50米左右的泥砂质底。